# Gut Ralligen

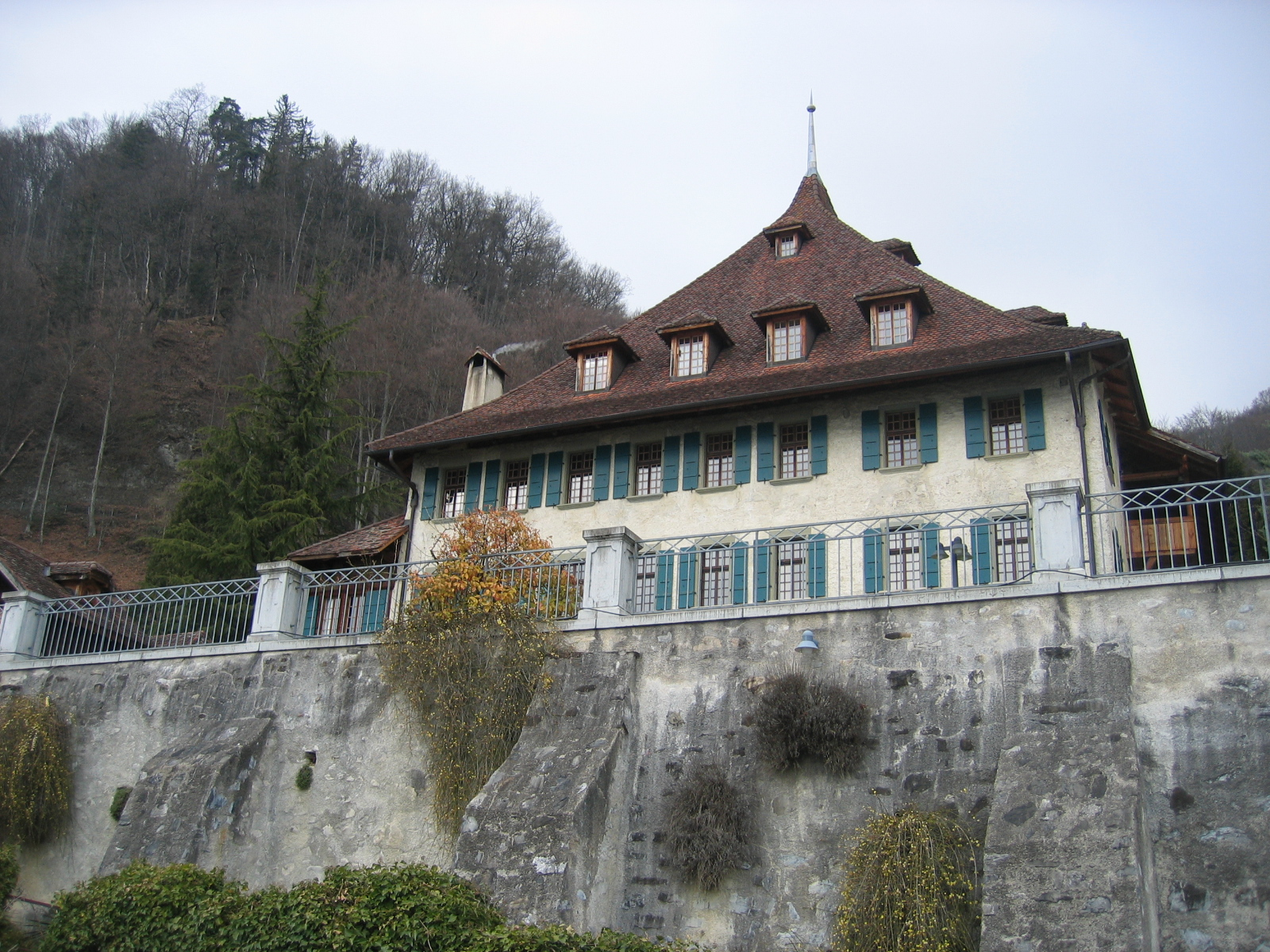
Gut Ralligen im Berner Oberland

Das Gut Ralligen ist ein Landsitz im Dorf Merligen (Gemeinde Sigriswil) am Thunersee im Kanton Bern, Schweiz.
Das Herrschaftsgebäude lässt sich historisch bis ins 14. Jahrhundert zurückverfolgen und wurde vom Kloster Interlaken als Rebgut benutzt. Nach der Einführung der Reformation im Jahre 1528 gehörte es bis zum 19. Jahrhundert meist bernischen Patriziern oder Burgern der Stadt Thun. Nachdem es dann vom Berner Kaufmann G. Christen erworben und renoviert worden war, beherbergte es jahrzehntelang eine Haushaltungsschule.
Seit 1976 gehört das Gut Ralligen der evangelischen Kommunität der Christusträger und wird als Gästehaus für Urlaub und Retraiten eingesetzt. Das Gut Ralligen ist mit der Autobuslinie 21 der Verkehrsbetriebe STI erreichbar, diese wiederum ersetzte den zwischen 1952 und 1982 verkehrenden Trolleybus Thun–Beatenbucht. Von 1913 bis 1952 fuhr auf dem Abschnitt die Strassenbahn Steffisburg–Thun–Interlaken, ebenfalls mit Halt am Gut Ralligen.